# كارلوس جاي مورينو
كارلوس جاي مورينو (بالإنجليزية: Carlos J. Moreno؛ بالإسبانية: Carlos J. Moreno) هو أستاذ جامعي ورياضياتي كولومبي وأمريكي، ولد في 30 يوليو 1946 في Sevilla, Valle del Cauca ‏ في كولومبيا.